# Yuki Sōma
Yuki Sōma (草摩 由希 Sōma Yuki?) es un personaje ficticio del manga y anime Fruits Basket. Se transforma en el ratón del zodiaco chino. Es muy guapo y popular en el instituto (hasta tiene un club de fanes). Su nombre está basado en el mes de diciembre, pero como Natsuki Takaya no encontró un nombre adecuado para él, lo denominó Yuki por la nieve que cae en ese mes. 

## Historia
Yuki es el chico más guapo y popular del instituto. Después de conocer a Tōru Honda se da cuenta de que no todas las personas son como él pensaba y que podían aceptarlo tal como es. Aunque la relación es muy buena entre ambos no surge una relación amorosa entre ambos ni en el anime ni en el manga, pero si busca protegerla, en especial de su hermano y de cualquier daño que le ocurra.
Uno de sus grandes rivales es Kyo Sōma al que siempre vence con poco esfuerzo en cualquier combate que se presente con él. Tras la llegada de Tōru su relación con Kyo mejora lentamente aunque nunca dejan de pelearse.
Tiene un hermano mayor llamado Ayame Sōma con el cual no tiene relación desde que era muy pequeño debido a que nunca recibió ayuda por su parte cuando tuvo problemas en su dura infancia. Su hermano ahora adulto intenta acercarse a él y aunque Yuki en un inicio se mantiene igual de frío su relación mejora lentamente en parte gracias a Tōru.
Tiene un trauma desde pequeño causado por Akito Sōma, el líder de los Sōma, el cual lo aterrorizó con sus maltratos físicos y psicológicos. Debido al miedo y odio de Yuki hacia Akito escapó de la casa principal de los Sōma. Se estableció con Shigure Sōma en una casa lejos de la familia.

## Relaciones en la serie y manga
- Tohru Honda - Yuki llega a tener sentimientos hacia Tohru, pero es una gran admiración y la ve como la madre que no tuvo en el manga. Aunque en el anime se ven sentimientos un poco más que eso. Quiere hacerla feliz y es hasta sobreprotector con ella. En el anime, al final, se da cuenta de que ella es importante para los Sōma y para Kyo y su maldición.

En el manga, Yuki y Tohru se conocieron de niños, Tohru se perdió y Yuki escuchó que Kyōko Honda, madre de Tohru decía que si no la encontraba, moriría de dolor. Yuki la buscó y la salvó (Ella le dijo a su madre que fue un niño con gorra, Yuki) después dándole su gorra (Que era de Kyo). Yuki vio reunirse a Tohru y Kyoko y lloró porque ella tenía una madre que la quería a diferencia de él. Y llegó a pensar que la gente a lo mejor no era como Akito decía. 
En el manga, también Yuki confiesa su amor a Tohru, pero descubre que él solo buscaba en ella la madre que nunca tuvo. También descubre que Kyo ama a Tohru y viceversa. Al final le dice a Tohru que ella ha sido como una madre y que está agradecido.
- Kyo Sohma - Originalmente Yuki no odiaba a Kyo, es más, quería ser su amigo. Le llamó la atención el color de cabello de Kyo, hasta pensaba que era un "Lindo Naranja". Pero Kyo sabía que era el ratón, rechazó su amistad y le dijo que todo estaría mejor si Yuki no existiera y que el Ratón tenía la culpa de todo. Vuelven a encontrarse otro día en que Kyo perdió su gorra y Yuki se la devolvió pero el contestó que el Ratón la había agarrado y que ya no era del Gato, haciendo llorar a Yuki.

Tohru de niña, encontró la gorra, y se perdió por eso, Yuki la salvó (Tohru no lo reconoce, de adolescente) y le dio la gorra.
Se revela que Kyo no odia a Yuki, pero se sentía mal por su vida y se desquitó con Yuki. La relación va evolucionando y Kyo cree que Yuki es afortunado por todo y por la forma de reaccionar de este ante una situación. Por su parte, Yuki también envidia a Kyo por como lo ve Tohru, en el Volumen 123 lo confiesan y Yuki dice que hasta lo idealizaba. Al final del manga Kyo y Yuki se saludan amistosamente insultándose con el usual Gato Idiota y Maldito Ratón.
- Akito Sohma - Yuki fue traumatizado por Akito con sus daños físicos y psicológicos. Sobre todo cuando Kureno Sōma rompió su maldición, ella se desquitó con Yuki al punto que el escapó y fue a vivir con Shigure.

En el manga, en el volumen 95 Yuki le dice a Akito que la perdona por todo lo que ha hecho. Pero esto le recordó a Akito cuando Kureno rompió su maldición y golpeó a Yuki. En el volumen 132 Yuki descubre que Akito es una chica, pero no lo sorprende del todo.
- Ayame Sohma - Al comienzo del anime no se llevan muy bien porque nunca se conocieron bien. Ayame le dice a Tohru que ellos fueron separados al punto que este olvido que tenía un hermano menor. Gracias a Tohru, Yuki intenta conocer más a Ayame yendo a la tienda donde el trabaja, a visitarlo. Ayame también descubre que Yuki ama a Machi y le dice que la llame. Al final del manga Ayame le da su apartamento a Yuki.

- Machi Kuragi - Yuki se enamora de Machi, que es una chica tímida del consejo estudiantil. Al principio ni él se da cuenta pero en el Capítulo 128 del manga intenta declararse por idea de Ayame, pero es interrumpido por Kimi. Cuando la maldición de Yuki se rompe, Yuki va a buscarla y se abrazan. Machi le pregunta si puede llamarlo por su nombre (En vez de Príncipe, como lo llaman casi todas las estudiantes) y Yuki le dice que cuantas veces quiera. Al final intercambian regalos y Yuki le da un peluche de Mogeta (El anime que a Machi le gusta) y se van agarrados de la mano. Después le da las llaves de su nuevo apartamento.

- Madre de Yuki - Yuki fue obligado por su madre a ir a la Casa Principal Sōma para ser compañero de juegos de Akito. Aunque Yuki le contó que Akito era mala con él y que le decía cosas raras, su madre lo obligó a seguir viviendo ahí. En una reunión de maestros y padres ella le da a Yuki la confianza para cumplir lo que él quiera, antes que aparezca Ayame. Al final del manga, Yuki le pide a su madre un celular para que puedan comunicarse mejor, ella se lo da y le dice No lo uses y....no lo gastes lo cual causó risa en Yuki.

## Vida Amorosa
Yuki verdaderamente ve a Tohru como la "madre" que nunca tuvo. Ya que ella fue la única que le escucho y que le comprendió sin pedir nada a cambio. El único amor de Yuki que se conoce es Machi. Al principio no lo reconoce, hasta que Ayame lo nota y le dice que hable con ella. Después de ello Yuki y Machi se empiezan a juntar más y un día Yuki le regala un mogeta y ella abono (que es lo que el pide en un capítulo) hablan y se dan cuenta de que se quieren y se van cogidos de las manos. Al final Yuki le da las llaves de su nuevo apartamento a Machi y ella le dice que lo va perseguir, a lo que él le contesta que la va a estar esperando se abrazan y se besan.
- Datos: Q4832916